# San Diego Azcorra
San Diego Azcorra, es una hacienda ubicada en la ciudad de Mérida, municipio de Mérida, en Yucatán, México. Se encuentra en la colonia del mismo nombre al sur-oriente de la ciudad de Mérida, capital del estado de Yucatán y ha sido absorbida por la mancha urbana de la ciudad.

## Datos históricos
- Entre 1870 y 1872 es propiedad del gobernador Manuel Cirerol y Canto.
- En 1911 una persona de apellido Calero la adquiere a Raymundo Cámara Palma.
- En 1912 es comprada por Quintín Canto.
- En 1930 es adjudicada a Rómulo Canto.
- En 1933 parte de sus terrenos pasan al municipio de Kanasín.
- En 1944 es adquirida por Raúl Humberto Canto Hernández y María del Carmen Hernández de Canto.
- En 1961 espropiedad de Jorge Wílbert Canto Hernández y María del Carmen Hernández viuda de Canto.
- En 1984 es vendida por Perla Rosa Escoffié Martínez de Canto y recomprada en 1985.

## Restauración
El viejo casco de la hacienda ha sido restaurado.

## Demografía
En 1970 según el INEGI, la población de la localidad era de 0 habitantes.
| 21                          | 52 | 0 | 30 | 46 | 43 | 0 | 0 |
| (Fuente: INEGI [Consultar]) |    |   |    |    |    |   |   |

## Galería

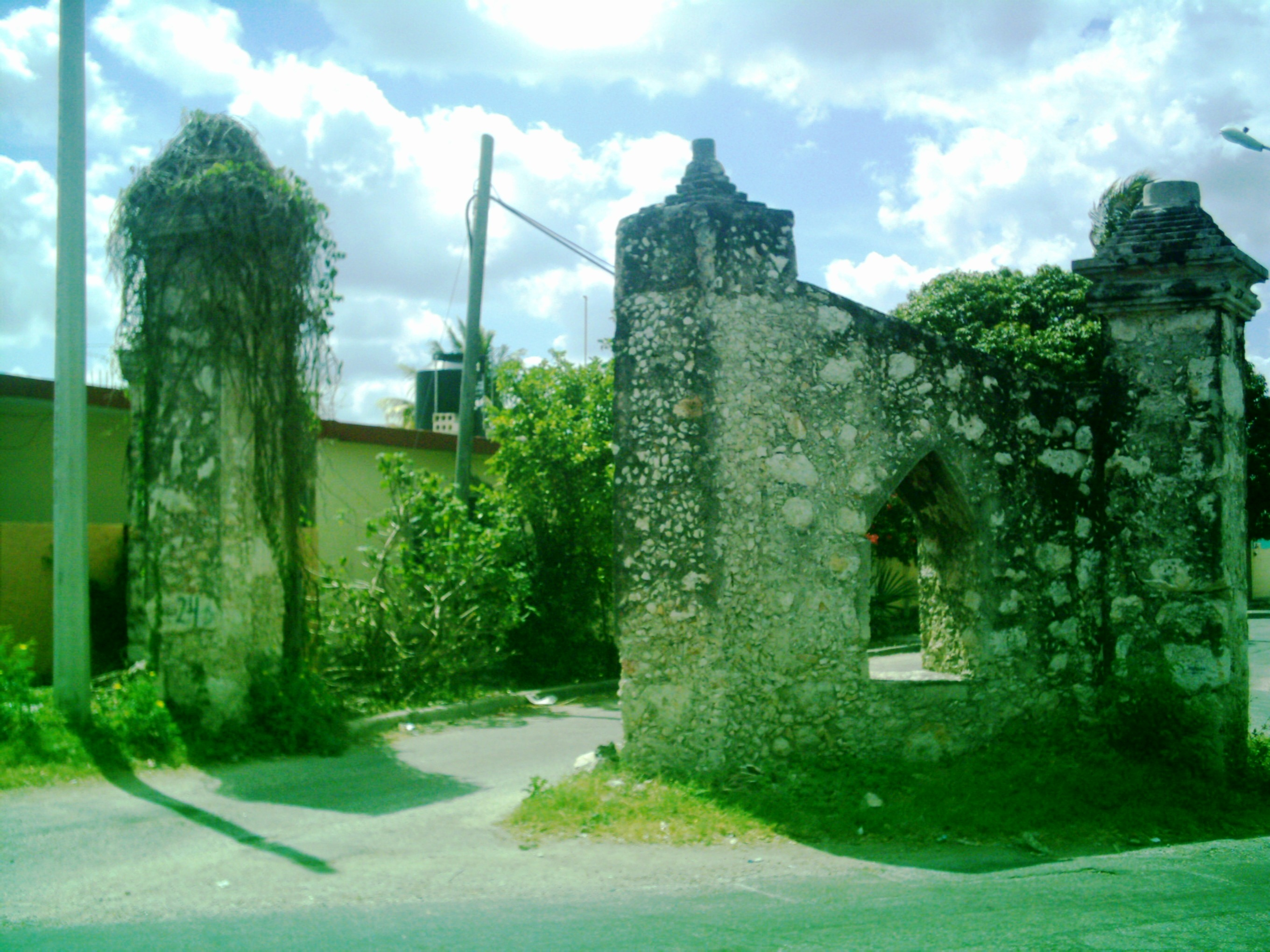
Vista de la antigua hacienda.
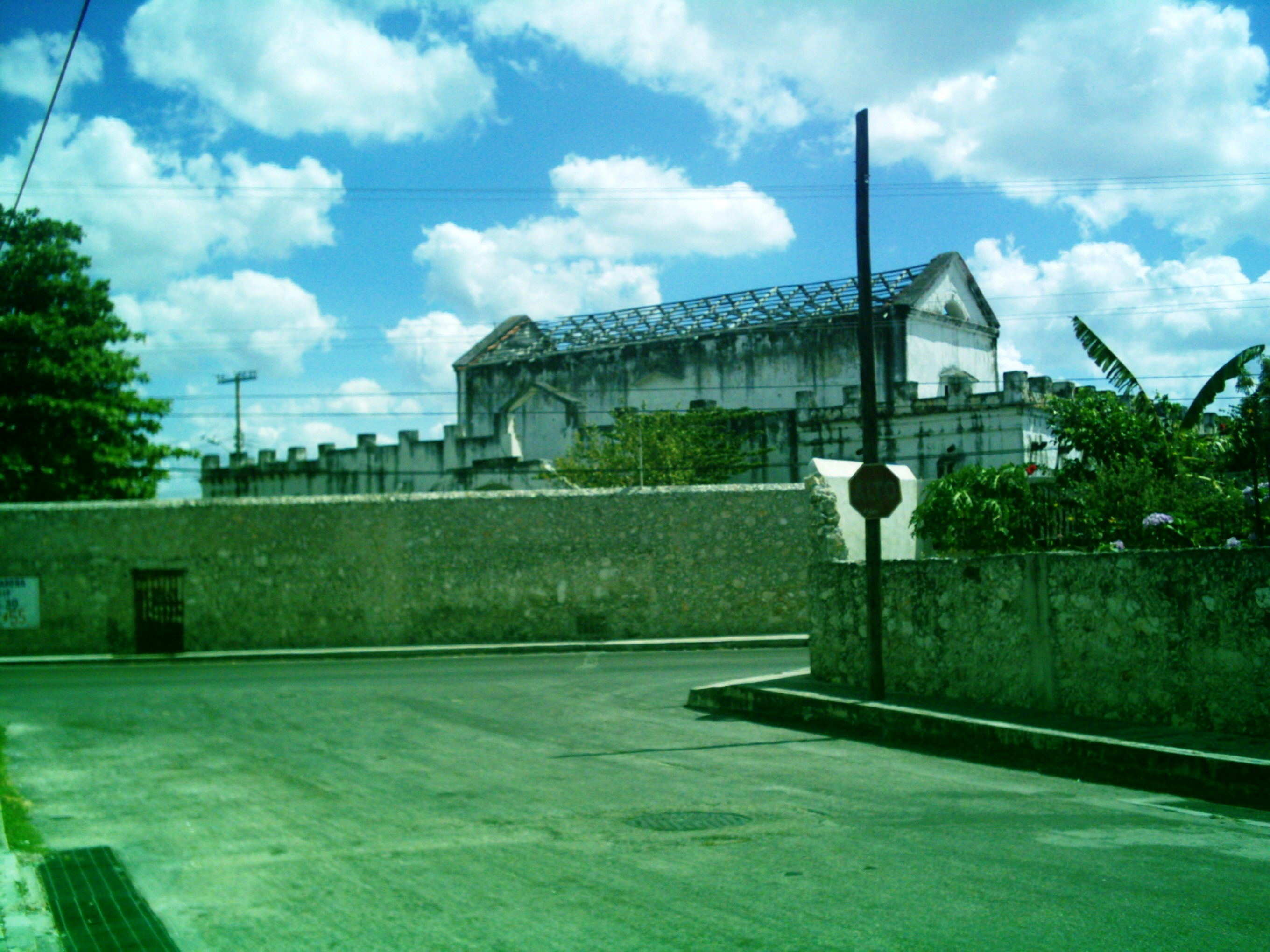
Vista de la antigua hacienda.
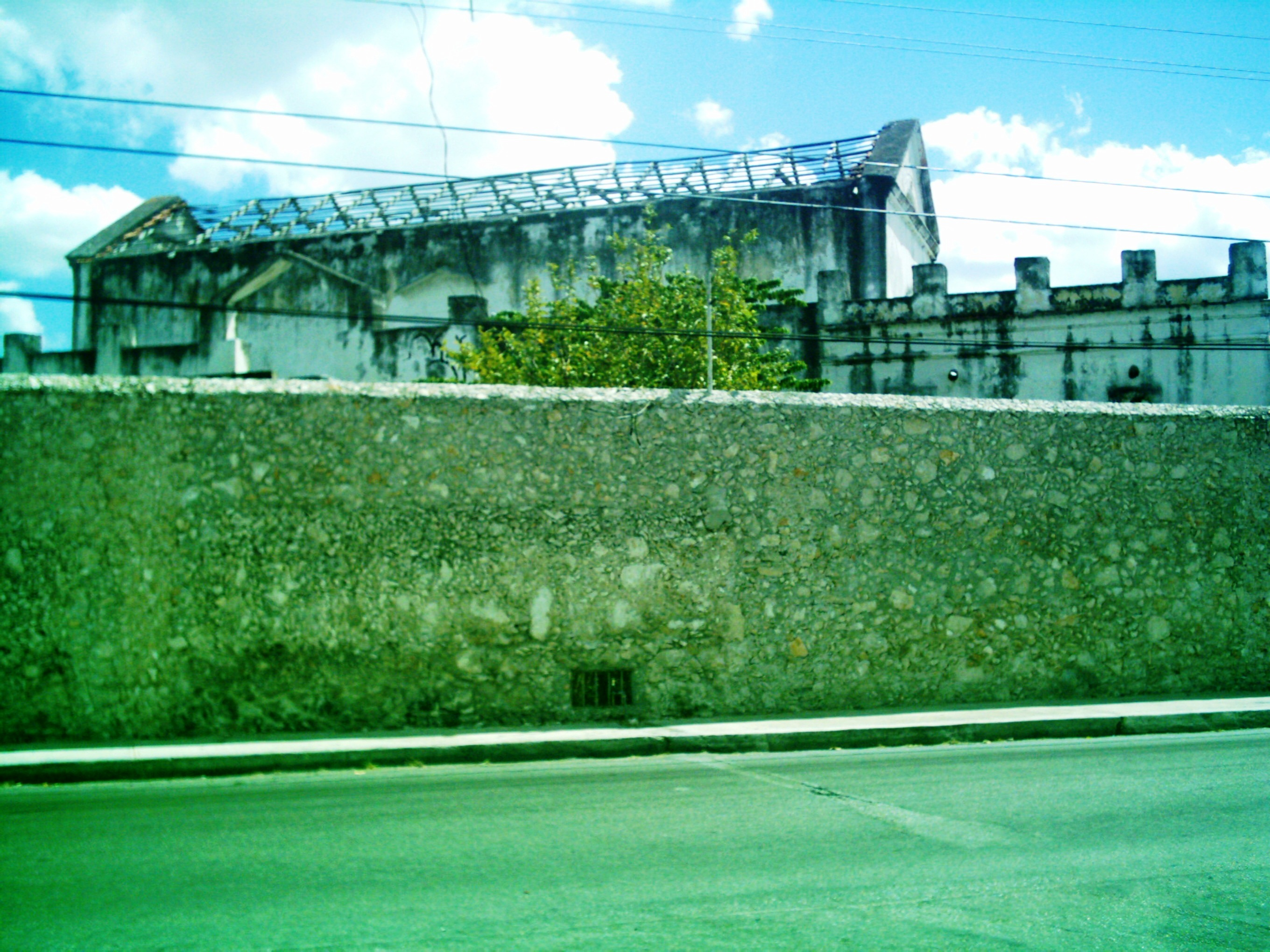
Vista de la antigua hacienda.
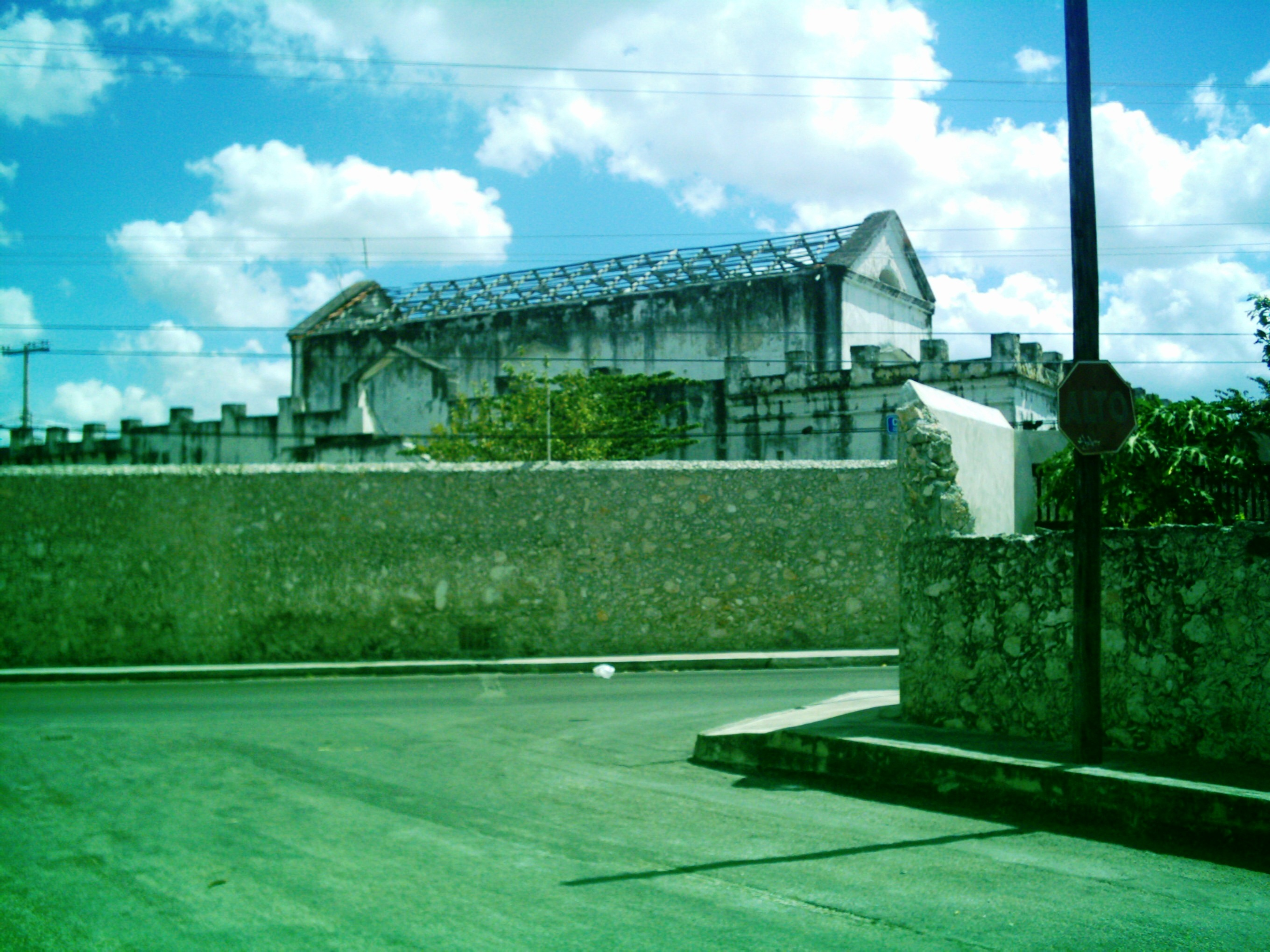
Vista de la antigua hacienda.
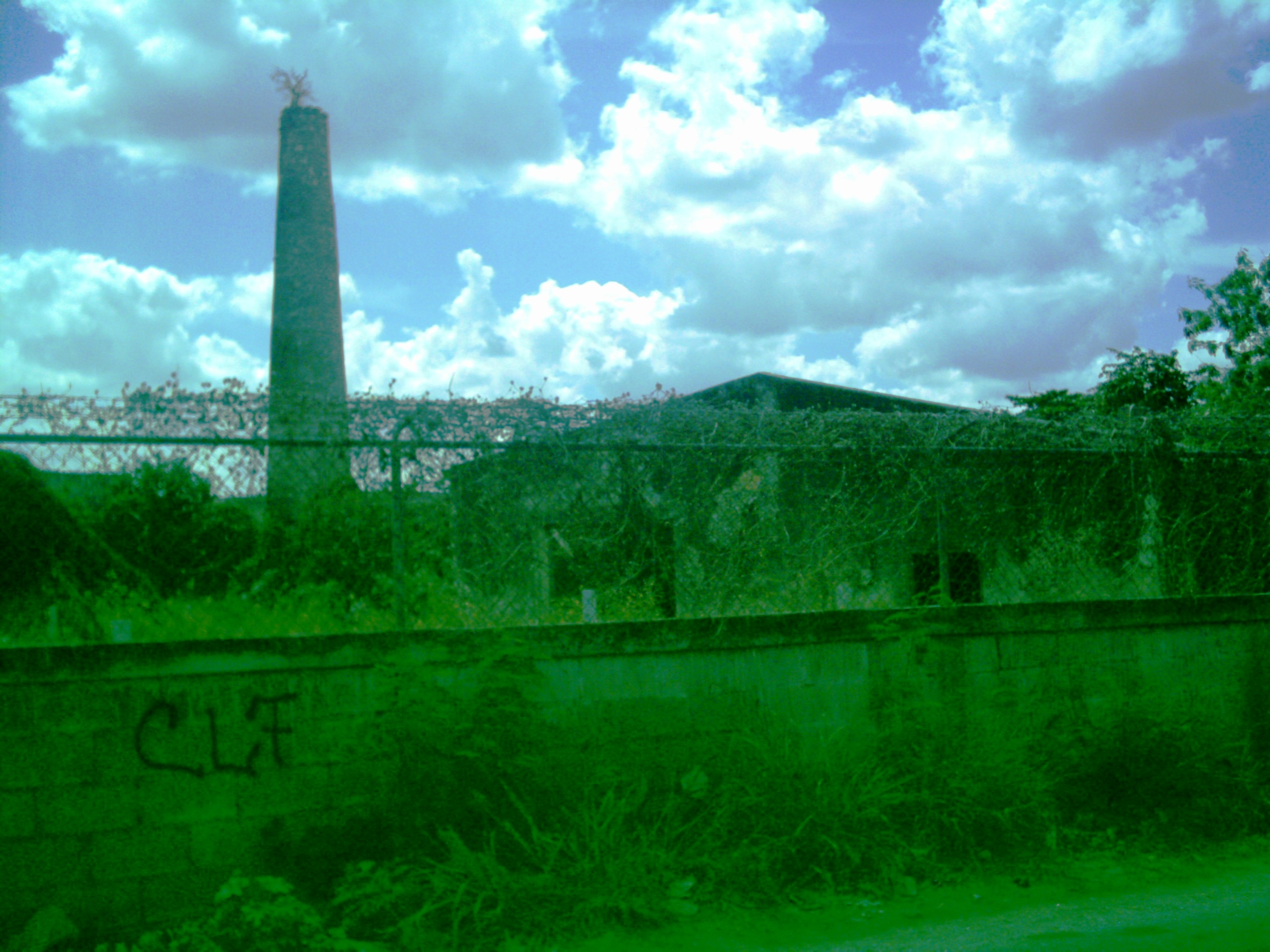
Vista de la antigua hacienda.
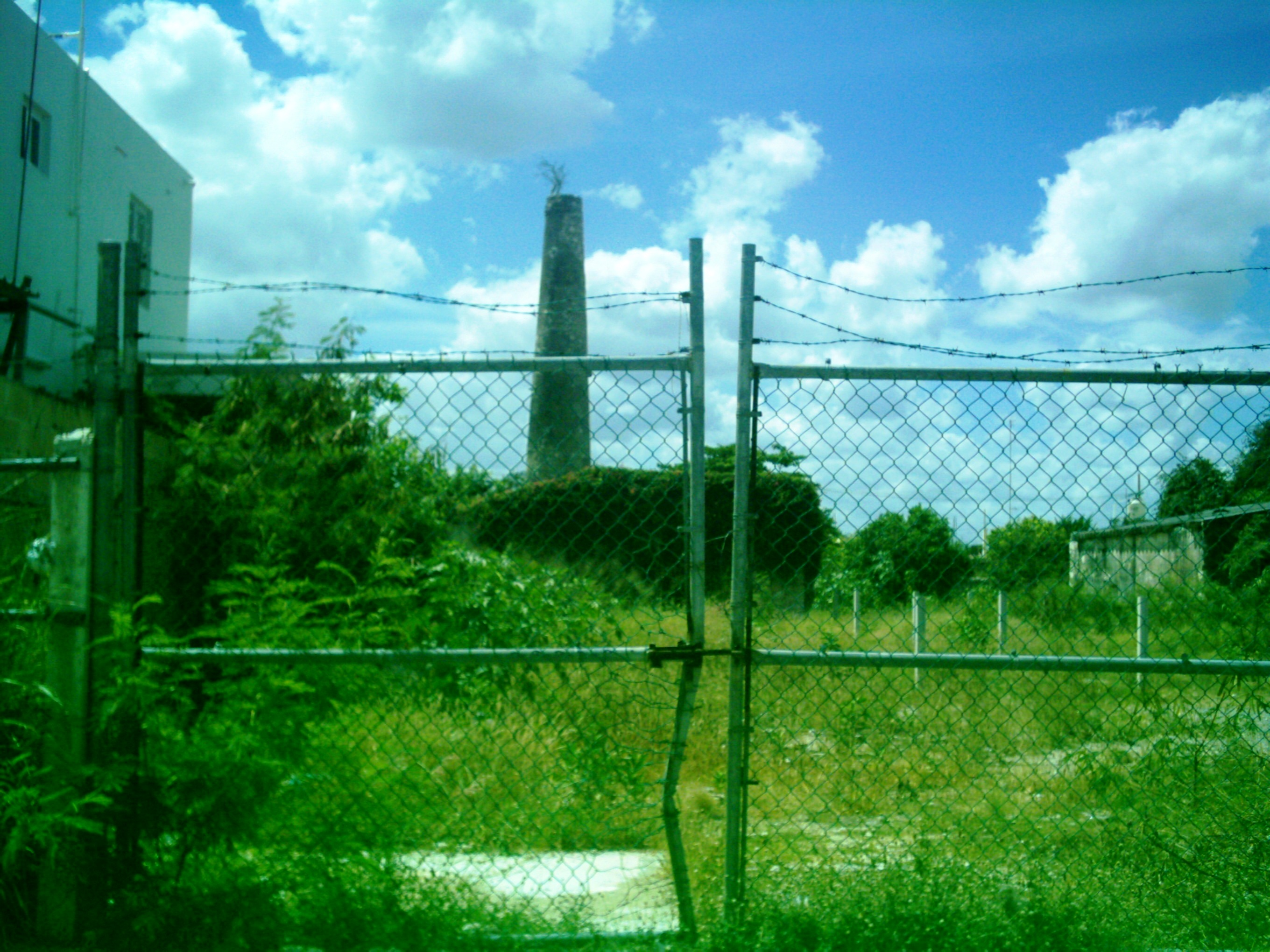
Vista de la antigua hacienda.